# Agrotis aspersula
Agrotis aspersula là một loài bướm đêm trong họ Noctuidae.